# Chrysococcyx flavigularis
El cuclillo gorgigualdo, cuclillo gorjigualdo o cuco de garganta amarilla (Chrysococcyx flavigularis) es una especie de ave cuculiforme de la familia Cuculidae que vive en África.

## Distribución
Está presente en el oeste y centro del África tropical, pudiéndose encontrar en Camerún, República Centroafricana, República del Congo, República Democrática del Congo, Costa de Marfil, Guinea Ecuatorial, Gabón, Ghana, Liberia, Nigeria, Sierra Leona y Uganda.